# Robinwood (Maryland)
Robinwood est une census-designated place située dans le comté de Washington, dans l’État du Maryland, aux États-Unis. Lors du recensement de 2020, elle comptait 7 397 habitants.